# Sybra maculithorax
Sybra maculithorax là một loài bọ cánh cứng trong họ Cerambycidae.